# أمبروز رينولدز
أمبروز رينولدز (بالإنجليزية: Ambrose Reynolds)‏ هو عازف قيثارة بريطاني، ولد في 12 يونيو 1960.